# Стив (фильм)
«Стив» (англ. Steve) — будущий драматический фильм с Киллианом Мерфи в главной роли. Экранизация романа Макса Портера 2011 года Shy.
Премьера фильма состоится 3 октября 2025 года на сервисе Netflix.

## Сюжет
Главный герой фильма, Стив, директор школы для трудных подростков. Действие фильма разворачивается в течение одних суток.

## В ролях
- Киллиан Мерфи — Стив[3]

## Производство
О начале работы над фильмом стало известно в феврале 2024 года. Производством фильма занимается продюсерская компания Киллиана Мерфи, Big Things Films, продюсером которой также является его коллега Алан Молони. Режиссёром стал Тим Милантс, Макс Портер написал сценарий для фильма на основе собственного романа «Shy». Ранее Мерфи и Портер работали вместе над сценической адаптацией романа Портера «Grief is the Thing with Feathers» и над короткометражным фильмом «Всё это нереальное время». Портер подарил Мерфи копию романа «Shy» в пробном издании, прежде чем работа над фильмом была завершена, и Мерфи сказал: «Это просто разбило мне сердце. Это те вещи, которые я люблю как читатель и как исполнитель».
Премьера фильма состоится 3 октября 2025 года на сервисе Netflix.